# Attentat du 19 décembre 2016 à Berlin
L’attentat du 19 décembre 2016 à Berlin est une attaque terroriste islamiste au camion-bélier qui s'est déroulée au marché de Noël de la Breitscheidplatz, à Berlin-Charlottenbourg en Allemagne, le 19 décembre 2016,,. Elle a eu lieu aux alentours de 20 h heure locale,, faisant treize morts et plus de cinquante blessés.
L'attentat est revendiqué le lendemain par l'organisation État islamique. L'auteur Anis Amri, Tunisien de 24 ans, est tué près de Milan dans la nuit du 22 au 23 décembre après une « cavale » de quatre jours à travers l'Europe.

## Contexte

### Événements contemporains de l'attaque
Cet attentat s'est produit le même jour que deux autres attaques : l'assassinat d'Andreï Karlov, diplomate russe, à Ankara (Turquie), et la fusillade dans un centre musulman à Zurich (Suisse), commise par un Suisse d'origine ghanéenne sans lien avec l'islamisme radical. Au Moyen-Orient, le  11 décembre, un attentat de l'EI cause 23 morts — le plus lourd bilan depuis 2011 — à l'église Saint-Pierre-et-Saint-Paul du Caire, le 18 décembre, un attentat-suicide à Aden au Yémen fait 40 morts et 50 blessés, puis un attentat contre deux boutiques tenues par des chrétiens vendant de l'alcool fait 9 morts dans le quartier chiite de Ghadeer, à Bagdad (Irak) le 23 décembre.
En Allemagne, il ne s'agit pas de la première tentative d'attaque durant le mois de décembre. Trois jours plus tôt, un jeune Allemand d'origine irakienne âgé de 12 ans avait déposé un sac avec une bombe sur le marché de Noël de Ludwigshafen. Le détonateur n'avait cependant pas fonctionné. Trois jours après l'attentat de Berlin, le 22 décembre en soirée, la police d'Essen (Ruhr) interpelle deux frères âgés de 28 et 31 ans d'origine kosovare soupçonnés d'avoir préparé un attentat visant le grand centre commercial le Centro à Oberhausen, mais ceux-ci sont remis en liberté sans poursuite le surlendemain faute d'élément à charge.
Ces arrestations sont révélées le même jour que l'annonce de l'arrestation de sept personnes soupçonnées par la police australienne de fomenter un « complot terroriste » qui aurait consisté en des attaques multiples le jour de Noël dans des lieux emblématiques de Melbourne : la gare de Flinders Street, la place de la Fédération et la cathédrale Saint-Paul. Quatre cents policiers ont participé aux sept arrestations, conduisant à l'incarcération de suspects qui sont tous de nationalité australienne, quatre étant nés dans ce pays et le dernier en Égypte. Le chef de la police de l'État de Victoria déclare : « Nous considérons qu'ils se sont certainement autoradicalisés [sur internet], inspirés par l'organisation État islamique […] et par la propagande du groupe djihadiste ».

### Contexte international
Président du Centre d'analyse du terrorisme, Jean-Charles Brisard cite l'Allemagne avec la Belgique et la France parmi les cibles prioritaires des terroristes car membre de la coalition internationale contre l'EI. En Allemagne même, plusieurs cellules djihadistes ont été démantelées en 2016. L'attentat de Berlin s'inscrit dans un contexte de crise de la gestion migratoire en Europe particulier en Allemagne,, pays d'Europe qui a accueilli le plus de réfugiés (près d'un million en 2015 et 300 000 en 2016) fuyant la guerre civile syrienne et divers autres conflits. Si Jean-Charles Brisard pointe que des terroristes ont profité des flux migratoires massifs de l'été 2015 pour se mêler aux migrants, ce sont des Syriens réfugiés qui livrent pieds et poings liés le djihadiste Jaber al-Bakr aux autorités allemandes à Leipzig en octobre 2016.

## Déroulement des faits

### Attaque

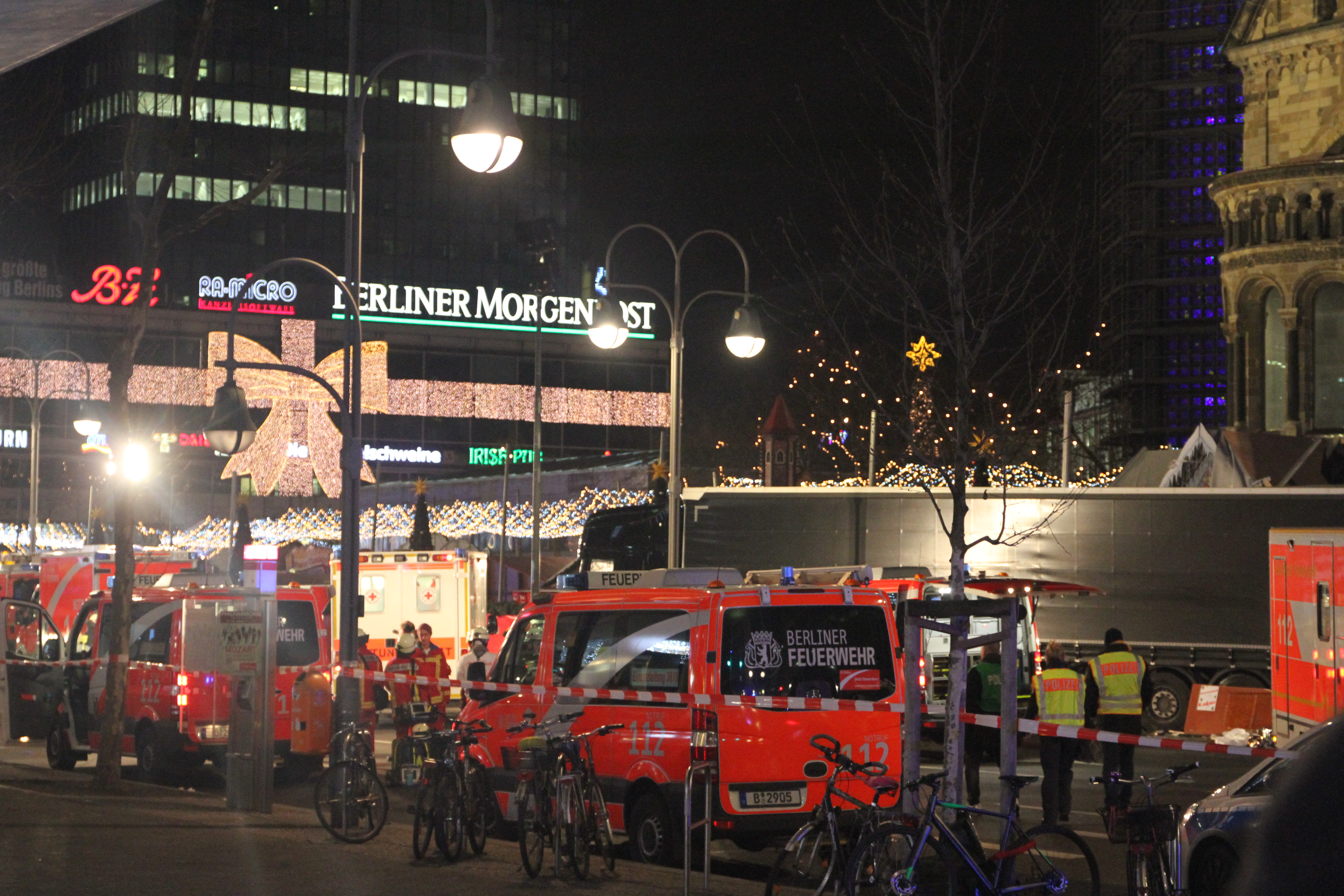
Le camion utilisé durant l'attaque, entouré de véhicules de secours.

Vers 20 h heure locale, le conducteur d'un véhicule articulé Scania R450 de couleur noire, immatriculé en Pologne et appartenant à la compagnie Ariel Zurawski, domiciliée à Szczecin, quitte la route, monte sur un trottoir et fonce délibérément sur la foule présente dans le marché de Noël situé sur la Breitscheidplatz, non loin de la célèbre église du Souvenir de Berlin.
Roulant à près de 65 km/h et les feux éteints, le camion utilisé comme arme par destination parcourt une distance de 50 à 80 mètres, détruisant du mobilier urbain, des cabanes en bois ainsi que des décorations, et renversant les personnes qui se trouvent sur son passage. Le conducteur prend ensuite la fuite.
Il a été rapporté le premier jour que le routier polonais, agressé pour prendre le contrôle du camion, aurait agrippé le volant du véhicule pour le ramener sur la route et éviter un nombre de victimes plus important, mais l'autopsie établit qu'il avait été tué antérieurement. En revanche, la justice allemande révèle que le camion était équipé de systèmes électroniques de sécurité de pointe : la caméra et le radar capables de détecter les obstacles ont déclenché le freinage automatique d'urgence (c'est-à-dire l'AEB), limitant le nombre de victimes.

### Mode opératoire

Parcours du camion

L’attaque au camion-bélier évoque l'attentat du 14 juillet 2016 à Nice, commis après le feu d'artifice tiré pour la fête nationale française et ayant causé la mort de 86 personnes et fait 434 blessés, ainsi que l'attentat de Saint-Jean-sur-Richelieu (Canada) le 20 octobre 2014, où un adepte de l’islam radical avait écrasé deux militaires avec un véhicule,. Ce type d'attaque est une méthode prônée par l'État islamique et redoutée par les services de renseignement.

## Victimes

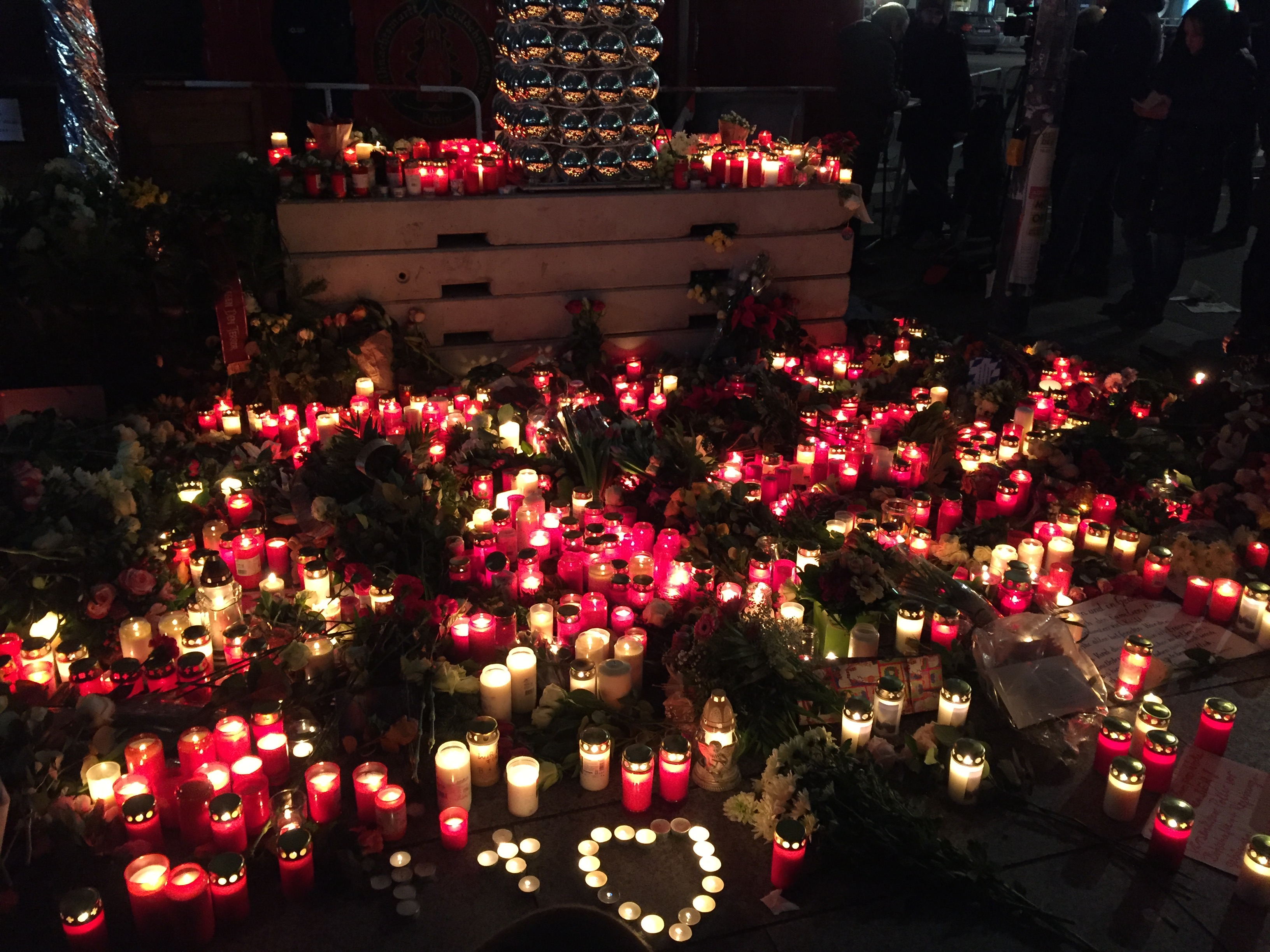
Hommage sur le lieu du drame au lendemain des faits.

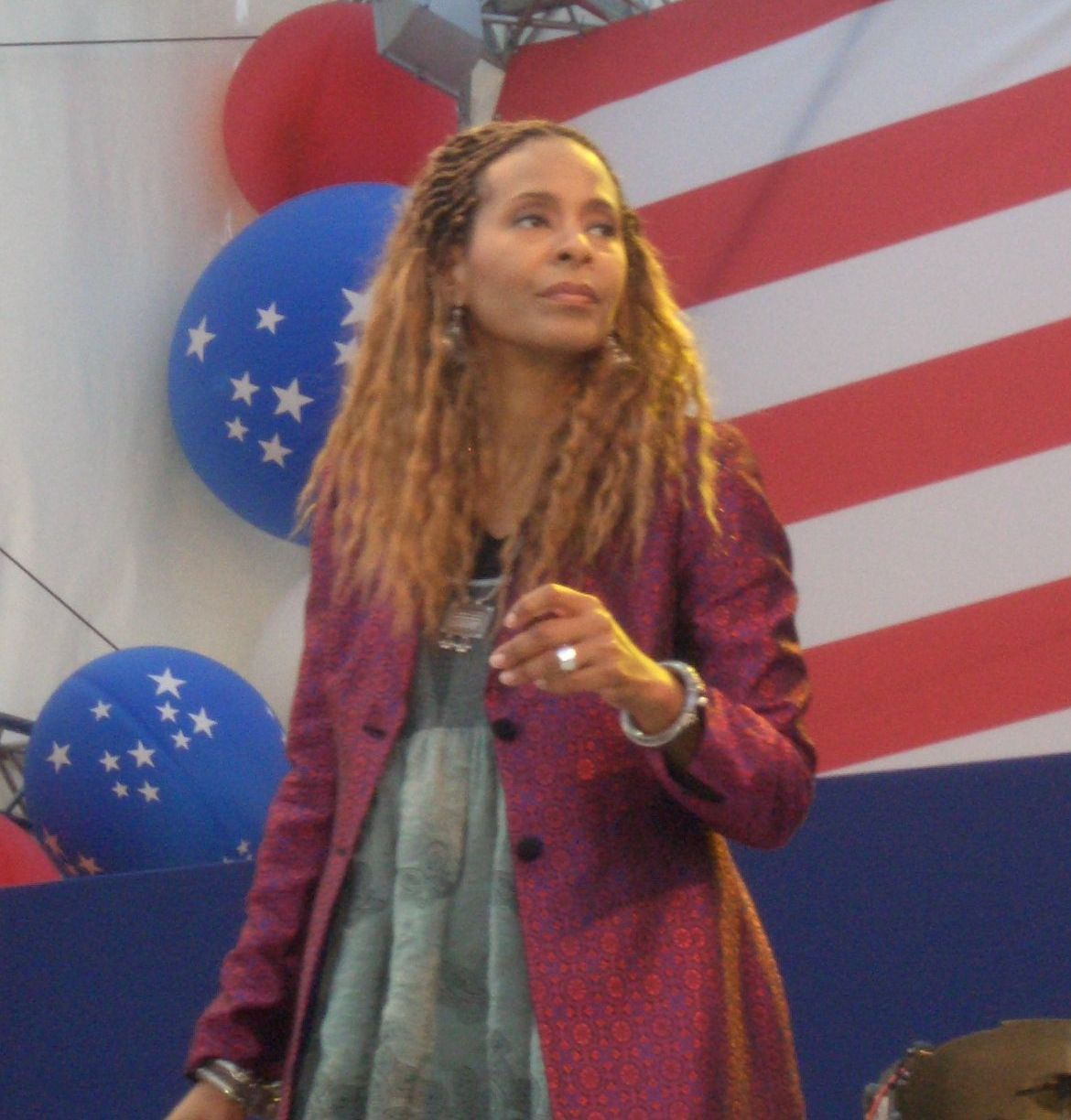
La chanteuse Jocelyn B. Smith (ici en 2008) est choisie pour chanter pour les victimes à l'église du souvenir.

La première victime est le conducteur initial du véhicule, un Polonais de 37 ans du nom de Łukasz Urban. Il était marié et avait un fils de 17 ans. Il a été enlevé et tué par l'agresseur qui s'est emparé de son camion.
Un premier hommage présidé par l’archevêque de Berlin, Heiner Koch, est rendu au soir du lendemain de l'attaque en présence de la chancelière Angela Merkel et des membres de son gouvernement à l’église du Souvenir toute proche des lieux de l'attentat. Dressant un parallèle avec l'approche de la Nativité, Heiner Koch déclare : « C’est la nuit, le chaos, la peur. Hier soir, c’était la nuit à Berlin. C’est la nuit à Alep et dans tant d’endroits dans le monde. […] Ce fut la nuit à Bethléem. Une étoile lumineuse qui connaît le chemin nous a permis d’avancer ensemble. Nous sommes au milieu de la nuit. » Les représentants des différents cultes chrétiens, juif et musulman prononcent tous une phrase commençant par « Nous sommes ici ensemble... » avant de se prendre la main pour une minute de silence. La chanteuse américaine et résidente berlinoise Jocelyn B. Smith, très populaire dans la ville depuis qu'elle a été invité à chanter en 2001 à la porte de Brandebourg en mémoire des  victimes du 11-Septembre, est choisie pour céléber en chanson la mémoire des victimes de Berlin.
Au lendemain de l'attentat, le ministre fédéral allemand de l'Intérieur Thomas de Maizière annonce que 18 des 56 blessés sont dans un état grave. Parmi les victimes, on recense une Italienne de 31 ans, qui s'était installée à Berlin après y être venue dans le cadre d'un échange Erasmus ; une Israélienne de 60 ans qui se promenait sur le marché de Noël avec son mari, qui est grièvement blessé ; une jeune Tchèque travaillant en Allemagne. En octobre 2021, cinq ans après l'attaque, un homme est décédé des suites des blessures, devenant la treizième victime,.
| Nationalité        |  |  | Morts | Blessés | Total |
| ------------------ |  |  | ----- | ------- | ----- |
| Allemagne          |  |  | 8     | 0       | 8     |
| Italie             |  |  | 1     | 3       | 4     |
| Israël             |  |  | 1     | 1       | 2     |
| Pologne            |  |  | 1     | 0       | 1     |
| République tchèque |  |  | 1     | 0       | 1     |
| Ukraine            |  |  | 1     | 0       | 1     |
| Espagne            |  |  | 0     | 2       | 2     |
| États-Unis         |  |  | 0     | 2       | 2     |
| Royaume-Uni        |  |  | 0     | 2       | 2     |
| Finlande           |  |  | 0     | 1       | 1     |
| France             |  |  | 0     | 1       | 1     |
| Hongrie            |  |  | 0     | 1       | 1     |
| Liban              |  |  | 0     | 1       | 1     |
| Non précisé        |  |  | 0     | 42      | 42    |
| Total              |  |  | 13    | 55      | 68    |

## Enquête
Le texte peut changer fréquemment, n’est peut-être pas à jour et peut manquer de recul. 
Le titre et la description de l'acte concerné reposent sur la qualification juridique retenue lors de la rédaction de l'article et peuvent évoluer en même temps que celle-ci.

### Revendication
L'attentat est officiellement revendiqué par l'organisation État islamique le 20 décembre vers 20 h via son agence de presse et de propagande Amaq. L'auteur de cette attaque Anis Amri est clairement identifié comme ayant prêté allégeance à Daech.

### Identification du chauffeur
À l'intérieur du camion, le corps d'un homme abattu par balle et détenteur de papiers polonais est découvert. Il s'agit de Lukasz Urban, conducteur attitré du camion, un homme de 37 ans, cousin d'Ariel Zurawski, le patron de la société de transport. Ce dernier indique que le véhicule venait de transporter environ 25 tonnes d'acier depuis l'Italie à destination des usines ThyssenKrupp du nord de Berlin. La livraison n'a pu être effectuée car ThyssenKrupp a demandé qu'elle soit reportée au lendemain. Lukasz Urban s'est alors garé sur le parking de cette société. Ariel Zurawski ajoute qu'on a perdu le contact avec lui en milieu d'après-midi. Vers 15 h, Lukasz Urban a eu une brève conversation au téléphone avec sa femme, puis, lorsqu'elle l'a rappelé à 16 h, elle n'a pas obtenu de réponse. Le système GPS du véhicule montre que celui-ci a été manœuvré vers 15 h 45, d'une façon maladroite, comme par quelqu'un d'inexpérimenté. Puis le camion s'est mis en route vers 19 h 40 pour parcourir les 10 kilomètres qui le séparaient du lieu de l'attentat,.
L'autopsie réalisée sur le corps de Lukasz Urban prouve qu'il était vivant au moment où le camion a été projeté sur la foule. Une photo montrée à son employeur pour identification indique des traces de coups ainsi qu'une plaie à l'arme blanche. Selon plusieurs médias allemands, Lukasz Urban aurait évité de nombreuses victimes supplémentaires en tentant au prix de sa vie de reprendre le contrôle du camion à son assaillant,.

### Un premier suspect innocenté
Un homme est arrêté dans la soirée grâce aux témoignages recueillis sur place et également grâce à un témoin qui l'a pris en filature sur 2 kilomètres tout en restant en lien avec les services de police. Ce suspect, interpellé, est âgé de 23 ans et détenteur d'un passeport pakistanais. Toutefois, la police allemande fait savoir le lendemain à la mi-journée qu'il ne s'agit pas du bon suspect et le jeune homme est remis en liberté,.

### Principal suspect: Anis Amri

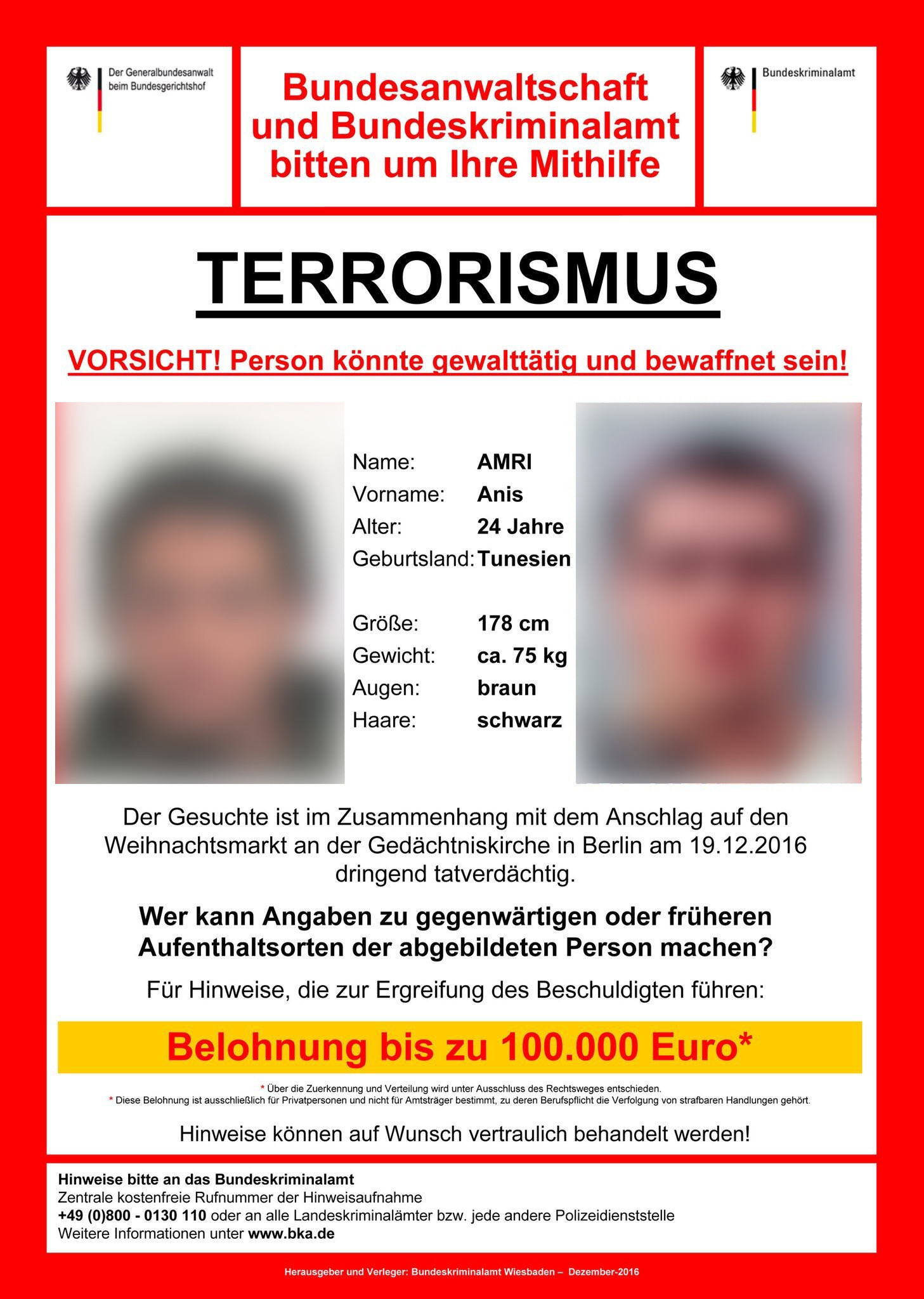
Avis de recherche d'Anis Amri offrant 100000 € à quiconque pourrait fournir des informations sur ses lieux de séjour.

Un titre de séjour provisoire retrouvé sous le siège du conducteur du camion permet d'identifier l'auteur présumé de l'attaque, Anis Amri, un Tunisien de 23 ans, né le 22 décembre 1992 à Tataouine.
Il quitte la Tunisie en mars 2011, trois mois après la révolution tunisienne de 2010-2011, et arrive dans un centre de réfugiés en Sicile. Il se déclare abusivement comme mineur et se fait remarquer pour son comportement délinquant. Il écope de quatre ans de prison pour avoir mis le feu à une école. Ses codétenus le décrivent comme un élément « incontrôlable et violent ». Probablement radicalisé en détention, il échappe à l'expulsion car la Tunisie refuse de reconnaître sa nationalité.
Il arrive en Allemagne en juillet 2015 et tenter d'y obtenir le statut de réfugié, qui lui est refusé en juin 2016, mais il échappe de nouveau à l'expulsion de nouveau en raison d'un refus de la Tunisie. Enregistré sous au moins six alias différents, il est connu des services de police allemands pour des coups et blessures mais il disparaît avant d'être jugé. Référencé « élément dangereux qui menace la sécurité de l'Etat », il est remarqué par la police lorsqu'il approche la mosquée de Hildesheim et l'entourage de l'idéologue de la scène salafiste Abou Walaa, arrêté en novembre 2016 pour son rôle dans le recrutement de djihadistes pour l'État islamique en Allemagne,.
Selon Aaron Y. Zelin, du Washington Institute for Near East Policy et contributeur du site Jihadology, Amri aurait communiqué avec des cadres de Daesh en Libye juste avant l'attaque via la messagerie cryptée Telegram, suggérant ainsi que cette opération était en partie contrôlée, à défaut d'être totalement orchestrée, de ce pays.
Après l'attentat, l'avis de recherche publié par le parquet allemand est assorti d'une récompense de 100 000 euros. D'après les enquêteurs, le suspect appartient à un réseau salafiste djihadiste nommé « La Vraie Religion ». Il aurait été formé par des complices du prédicateur djihadiste de Hildesheim Abou Walaa arrêté en novembre 2016. Lors de la conférence de presse donnée le 22 décembre, le ministre de l'Intérieur, Thomas de Maizière, déclare que la police a  retrouvé sur le camion les empreintes digitales de l'auteur de l'attentat.
Il aurait voyagé dans la nuit du 21 au 22 décembre par autocar de la gare routière de Nimègue, ville des Pays-Bas proche de la frontière allemande. Il se rend en train à Amsterdam, puis de nouveau en train jusqu'à la gare de Bruxelles-Nord où il est filmé le 21 décembre, deux jours après l’attaque. Il se rend ensuite à la gare ferroviaire de Lyon-Part-Dieu. Le 23 décembre 2016 à Sesto San Giovanni dans la banlieue de Milan, où Anis Amri était arrivé en train via Chambéry — commune où le président de la République française François Hollande se trouvait par coïncidence le même jour pour inaugurer un hôpital — et la gare de Milan-Garibaldi, une patrouille de routine de la police italienne lui demande ses papiers vers trois heures du matin en raison de son comportement suspect. Il se met à tirer sur les policiers avec un pistolet de calibre 22 en hurlant « Allahu akbar », blessant à l'épaule l'un d'eux. Amri est alors abattu par le deuxième agent de la patrouille,. Selon la radio Europe 1, Anis Amri aurait transité par la gare de Lyon-Part-Dieu, d'où il aurait pris le train pour Chambéry le 22 décembre. Il y aurait ensuite acheté en espèces un billet de train pour Milan via Turin, avec un départ de Chambéry à 17 h 44 et une arrivée à 21 h 50. Sa présence aux gares de Lyon et Chambéry est confirmée par l'exploitation de la vidéosurveillance.
Le 24 décembre, le ministre tunisien de l'Intérieur, Hédi Majdoub, annonce l'arrestation de trois personnes liées à Anis Amri, dont son neveu, et affirme que ce dernier a avoué qu'il était en contact avec son oncle à travers l'application cryptée Telegram et aurait fait allégeance au groupe État islamique dans une vidéo envoyée à Anis Amri.
Dans le cadre d'une enquête complémentaire en lien avec l'attentat de Berlin, la justice allemande annonce avoir arrêté, le 22 août 2018, Magomed-Ali Chamagov, un islamiste russe ayant des liens avec Anis Amri et Clément Baur, un Français, qui a été interpellé à Marseille le 18 avril 2017 dans le cadre d'une enquête antiterroriste.
Le journal allemand Der Spiegel révèle le 19 avril 2019 que Clément Baur, l'un des complices d'Anis Amri, aurait aussi été en contact avec Abdelhamid Abaaoud, le coordinateur des attentats du 13 novembre 2015 en France,.

#### Contexte en Tunisie
L'attentat du 14 juillet 2016 à Nice avait déjà été commis par un autre ressortissant tunisien, Mohamed Lahouaiej Bouhlel. Après trois attentats majeurs en 2015 (le 18 mars au musée du Bardo, le 26 juin à Sousse et le 24 novembre 2015 à Tunis), des djihadistes ont lancé en mars 2016 des attaques simultanées contre un poste de police et une caserne militaire à la frontière libyenne à Ben Gardane, témoignant des difficultés du gouvernement tunisien (cabinet Essid) à juguler la menace djihadiste. Selon le rapport du cabinet new-yorkais de sécurité et de renseignement Soufan Group, plus de 5 000 Tunisiens auraient rejoint les rangs de l’État islamique, soit de loin le plus fort contingent des pays arabes hors Irak et Syrie. Parmi eux, 800 seraient revenus dans leur pays d'origine à la fin 2016. Ces djihadistes ont reçu des formations militaires poussées, ce qui inquiète les forces de l'ordre tunisiennes alors que le gouvernement avait semblé hésiter à poursuivre systématiquement les djihadistes de retour de l'étranger.
Avant son interdiction en 2013 et le départ de ses principaux animateurs vers la Syrie, le mouvement djihadiste Ansar al-Charia avait mis sur pied des actions sociales et de santé gratuites pour gagner à ses thèses une partie de la population des quartiers les plus défavorisés.

### Le profil d'Anis Amri mal estimé
Le Maroc dit avoir prévenu l'Allemagne deux fois de la menace représentée par Anis Amri et ses plans de réaliser un attentat. Le site d’information Mondafrique a révélé que le service de renseignements chargé du contre-espionnage au Maroc, la Direction générale de la surveillance du territoire (DGST), a averti officiellement le service extérieur fédéral allemand Bundesnachrichtendienst (BND) et le Bundeskriminalamt (BKA) : le 19 septembre 2016 et une seconde fois le 11 octobre 2016. La DGST avait depuis plusieurs mois identifié Amri comme un membre de l’Etat islamique et acquis la certitude qu’il allait passer à l’acte,. Amri était pisté par la DGST depuis son arrestation en Italie et sa condamnation à quatre ans de prison pour incendie criminel, agression et vol, après avoir été jugé une première fois dans son propre pays, pour vol et cambriolage. Libéré au terme de sa peine effectuée en Italie — période durant laquelle il s'est radicalisé — Amri a continué à être pisté. La DGST a en outre étendu son enquête à son entourage, en particulier à deux individus (dont un Marocain) qui l’auraient encouragé dans ses plans meurtriers. Le 23 décembre 2016 l’ambassade du Maroc à Berlin a confirmé les révélations de Mondafrique. Le défaut de surveillance des autorités allemandes malgré les informations de la DGST marocaine n'est pas sans rappeler le cas d'attentat du 14 juillet 2016 à Nice en France. En effet, les renseignements marocains avaient informé leurs homologues français de l'imminence d'une attaque, quelque temps avant l'attentat de juillet 2016 à Nice.
Sur une échelle de dangerosité décroissante allant de 1 à 8, Anis Amri était classé 5 (« acte de violence est peu probable ») bien qu'il ait été établi qu'Amri fréquentait une école islamique de Dortmund dirigée par Boban Simeonović, un  militant islamiste radical notoire, ressortissant germano-serbe de 36 ans du réseau d'Abou Walaa, soupçonnée de recrutement de combattants djihadistes, démantelé début novembre 2016. La surveillance policière mise en place le concernant de février à septembre n'avait pas réussi à établir des éléments suffisants pour la poursuivre ou arrêter le suspect.

## Réactions

### Réactions politiques

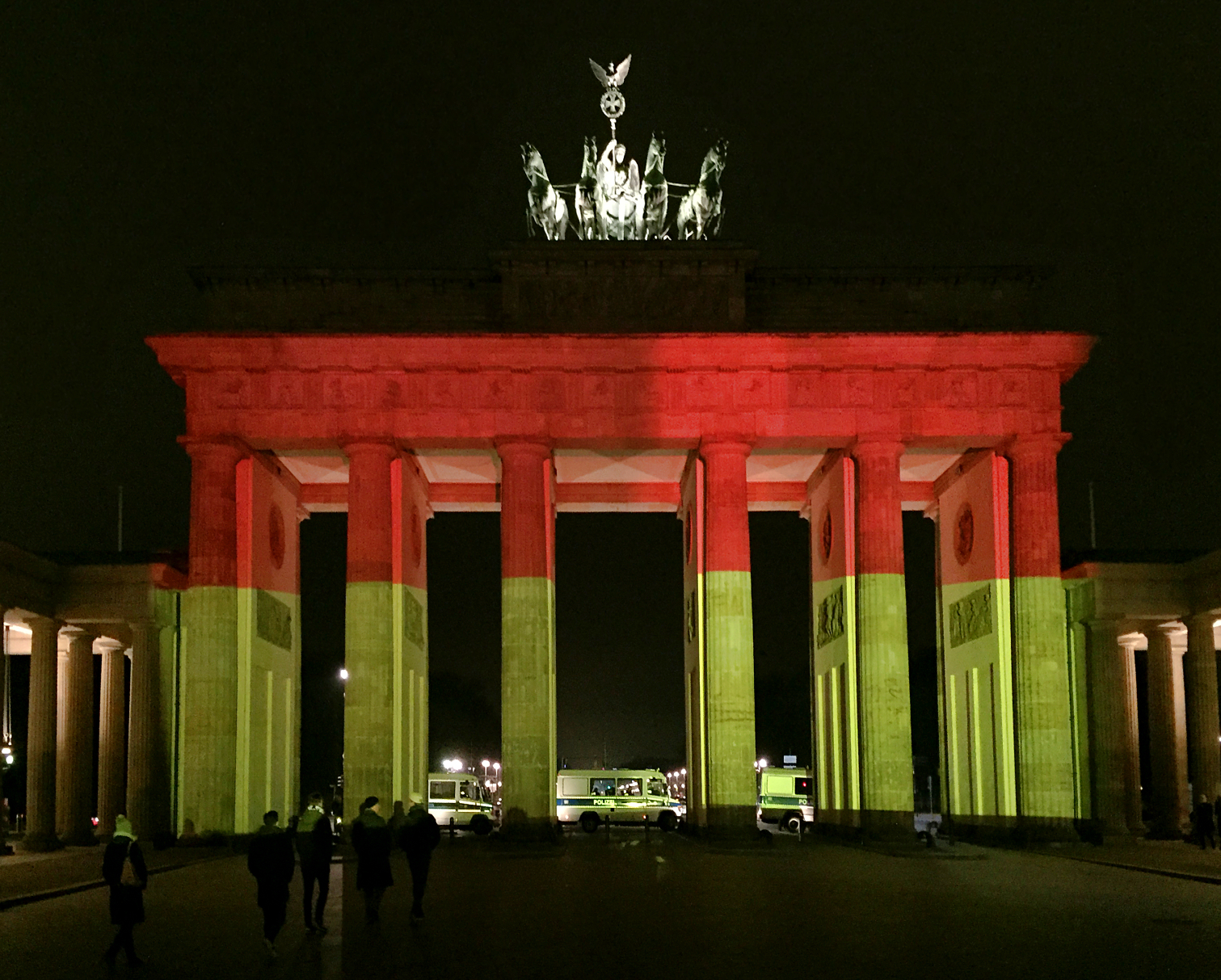
Porte de Brandebourg aux couleurs de l'Allemagne au lendemain des faits.

- Allemagne : un porte-parole de la chancelière Angela Merkel affirme que « nous sommes en deuil et espérons que les nombreux blessés vont pouvoir recevoir de l'aide »[73]. Le parti d'extrême droite Alternative pour l'Allemagne dénonce la responsabilité de cette même chancelière, de par les rumeurs selon lesquelles l'auteur de l'attentat serait un demandeur d'asile accueilli par l'Allemagne[74].
- Belgique : le Premier ministre Charles Michel et le ministre des Affaires étrangères Didier Reynders ont manifesté leur soutien aux familles des victimes et au peuple allemand. Le gouvernement a indiqué suivre de près la situation en contact avec les autorités allemandes[75].
- États-Unis : le président élu Donald Trump s'est exprimé sur Twitter après l'attaque de Berlin mais également après l'attaque d'une salle de prière musulmane en Suisse, pourtant sans lien avec l'islamisme radical, et l'assassinat d'Andreï Karlov en Turquie qui se sont déroulés le même jour, pour déclarer que « ça ne fait qu’empirer, le monde civilisé doit changer de mode de pensée. » Il dénonce les « terroristes islamistes », qui agressent « continuellement les Chrétiens »[76].
- France : le président de la République François Hollande a partagé sur Twitter « j'exprime ma solidarité et ma compassion à la Chancelière Merkel, au peuple allemand et aux familles des victimes de Berlin »[77]. Le 21 décembre, une enquête judiciaire préliminaire est ouverte par la section antiterroriste du parquet de Paris du fait de la présence d'une Française de 20 ans parmi les blessés[78],[79].

- Israël : le Premier ministre Benyamin Netanyahou indique que « Israël condamne ce qui semble être une attaque terroriste en Allemagne. Nous adressons nos condoléances aux familles et au gouvernement allemand et souhaitons un prompt rétablissement aux blessés, y compris un citoyen israélien. Cette attaque s'ajoute à d'autres attaques répréhensibles ; la terreur se propage partout et ne peut être arrêtée que si nous la combattons. Nous vaincrons la terreur, mais nous la vaincrons beaucoup plus vite si toutes les nations libres attaquées s'unissent. »[80].
- Pays-Bas : le Premier ministre Mark Rutte propose son aide à Angela Merkel et déclare au nom de son pays que « nous pleurons avec Berlin »[81].

### Réseaux sociaux
Le hashtag #IchbineinBerliner se propage sur Internet à la manière de « Je suis Charlie », « Je suis Paris » ou « Je suis Bruxelles », en référence à l'expression « Ich bin ein Berliner », utilisée par le président américain John Fitzgerald Kennedy dans son allocution prononcée à Berlin-Ouest le 26 juin 1963.

## Conséquences sécuritaires

### Allemagne
Le ministère fédéral de l'Intérieur Thomas de Maizière demande aux forces de l’ordre le renforcement des « contrôles à la frontière franco-allemande » et de la sécurité des « sites de grande fréquentation » ». Anis Amri, étant connu de la police pour sa radicalisation islamiste et débouté de sa demande d'asile, le ministre de la Justice, Heiko Maas, promet le 23 décembre des décisions « très rapidement en janvier » pour déterminer « comment mieux surveiller les personnes dangereuses » et d’autre part comment « expulser le plus vite possible » les immigrés ne disposant plus du droit de séjour.
Pour la nuit du Nouvel An, la police de Berlin sera équipée d'armes automatiques (ce qui est exceptionnel) et des barrages seront installés autour de la porte de Brandebourg où est un tiré un feu d'artifice. Les personnes s'y rendant ne devront pas porter de bagages ni de bouteilles en verre et la circulation automobile sera interdite.
Le 21 décembre, le gouvernement allemand présente un plan prévoyant d’étendre la vidéosurveillance à un grand nombre de lieux publics, comme les stades et les centres commerciaux, d’autoriser les policiers à porter des minicaméras et de permettre une reconnaissance automatique des visages et des plaques d’immatriculation. Toutefois, ce projet est contesté par la majorité SPD-Grünen-Die Linke dirigeant Berlin, illustrant les clivages dans une société partagée entre soucis sécuritaires et la traumatisme d'un État policier de mémoire encore récente.
Quelques mois après l'attentat, en avril 2017, le Bundestag adopte un projet de loi visant à limiter le port du voile intégral qui oblige notamment les fonctionnaires à avoir le visage découvert lorsqu’ils sont au travail. Le texte, qui doit encore être confirmé par le Bundesrat, rend possible d'imposer le port du bracelet électronique sous le contrôle d’un juge à certains suspects considérés par les autorités comme particulièrement violents et pouvant représenter une menace sécuritaire importante. Le texte prévoit également la création d’une base de données centrale commune aux polices fédérale et régionale, approuve la directive PNR et durcit les sanctions contre les personnes agressant les policiers, les militaires ou les services d’urgence.

### Sanction d'un responsable de l'Office fédéral de protection de la constitution
Le 13 janvier 2021, le ministre de l'Intérieur du Mecklembourg-Poméranie-Occidentale, Torsten Renz (CDU), a mis à la retraite provisoire le chef local de l'Office fédéral de protection de la constitution, Reinhard Müller car quelques semaines après le crime, un informateur avait fait état à ses services d'une famille élargie d'origine arabe issue du milieu clanique berlinois, qui aurait aidé Amri dans l'attentat et sa fuite. Cependant, ces informations ne sont jamais parvenues aux autorités fédérales chargées de l'enquête. L'informateur les contactant directement en 2019

### Autres pays
- Belgique : le ministre de l'Intérieur Jan Jambon indique que « les événements à Berlin [… ne sont …] pas de nature à modifier les mesures de sécurité prises pour les « soft targets » tels que les marchés de Noël ou les patinoires en Belgique ». Il indique ainsi que le niveau de la menace restait, pour toute la Belgique, au niveau 3 et rappelle que le niveau 4 est « réservé aux situations lors desquelles les services de sécurité disposent de preuves concrètes qui permettent de qualifier la menace de « sérieuse et imminente » »[88].
- France : le ministère de l'Intérieur annonce un renforcement de la sécurité des marchés de Noël en France quelques heures après l'attaque[89]. Visitant le marché de Noël de Strasbourg, Bruno Le Roux, rectifie le lendemain en précisant que « les moyens ont été dimensionnés par [son prédécesseur] Bernard Cazeneuve au niveau qui correspond à la menace qu'il y a sur notre pays. Ma responsabilité, ce n'est pas de renforcer, c'est de veiller à l'opérationnalité de tous les dispositifs »[90].
- Royaume-Uni : les forces de police britanniques revoient leurs plans de sécurité et le pays reste en état d'alerte après l'attaque, comme le confirme le maire de Londres, Sadiq Khan : pour lui « garder tout le monde en sécurité reste la plus haute priorité[91],[92] ».